# Macromitrium mucronulatum
Macromitrium mucronulatum là một loài rêu trong họ Orthotrichaceae. Loài này được Müll. Hal. mô tả khoa học đầu tiên năm 1898.
Danh pháp khoa học của loài này chưa được làm sáng tỏ. 